# アグネス・スメドレー
アグネス・スメドレー（英語: Agnes Smedley, 1892年2月23日 - 1950年5月6日）は、アメリカ合衆国の女性ジャーナリスト。
中国大陸の近代事情、特に中国共産党に関する著作で知られる。第一次世界大戦においてはインドの英国による植民地支配からの独立運動の活動家として、ドイツ政府からの経済援助を受けながらアメリカ国内で活動し、世界革命論を促進するコミンテルン（第三インターナショナル）のために共に長期間活動していた。

## 概要
女性の人権に始まり、英領インド独立運動、避妊、中国大陸における共産主義革命に至る様々なテーマについて関心を有していた。
スメドレーは合計8冊の著作をなしている。これ以外にも、“アジア”、“ニュー・リパブリック”、“ネイション”、“ヴォーグ”、“ライフ”などの雑誌に記事を投稿している。
スメドレーに関するウェブサイトによると、「子供のころに味わった貧しさが彼女を女性、子供、農民など抑圧された者の代弁者へと駆り立てた」とある。

## 生涯

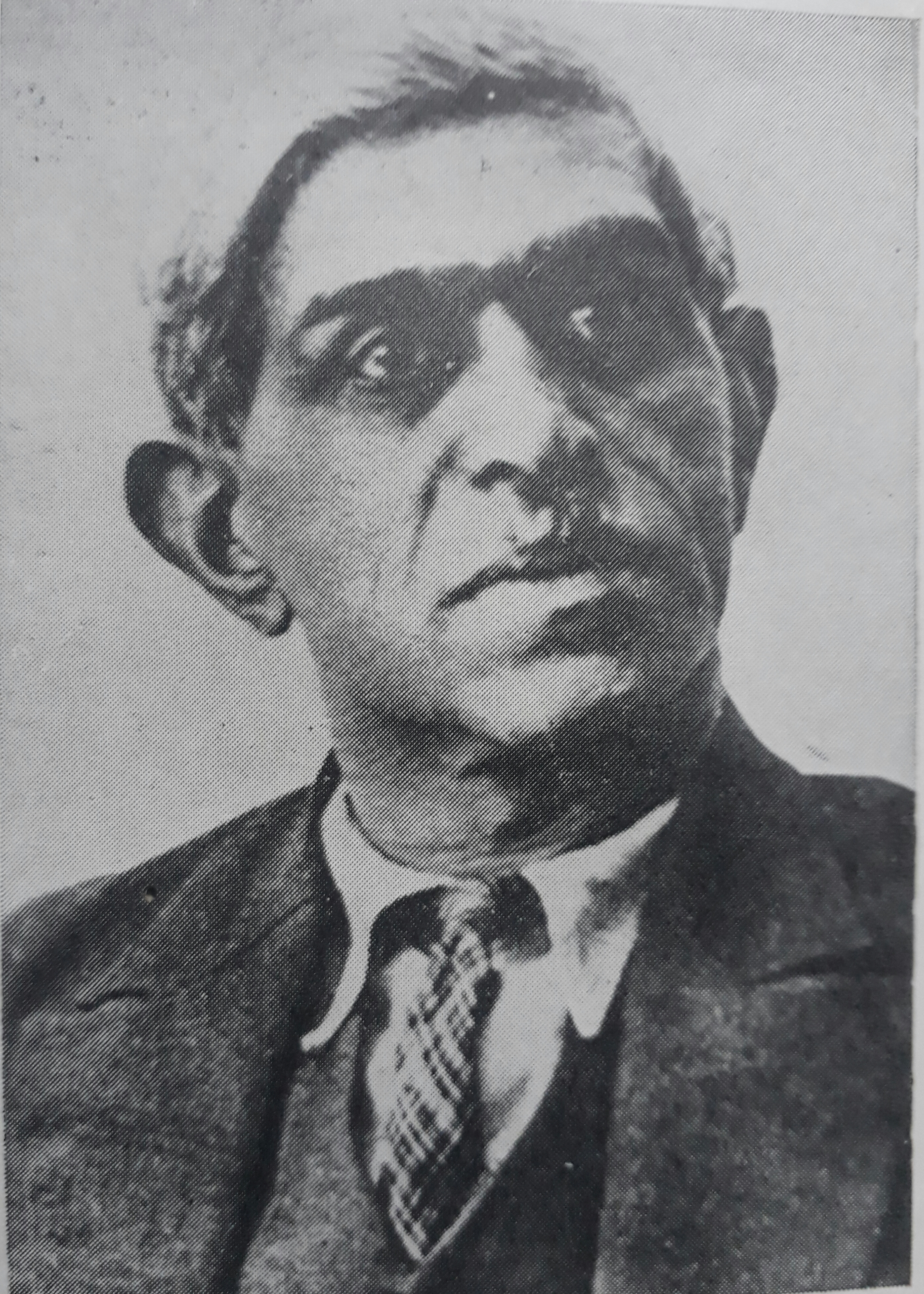
2人目の夫であったヴィレンドラナート・チャットパディヤーヤ。

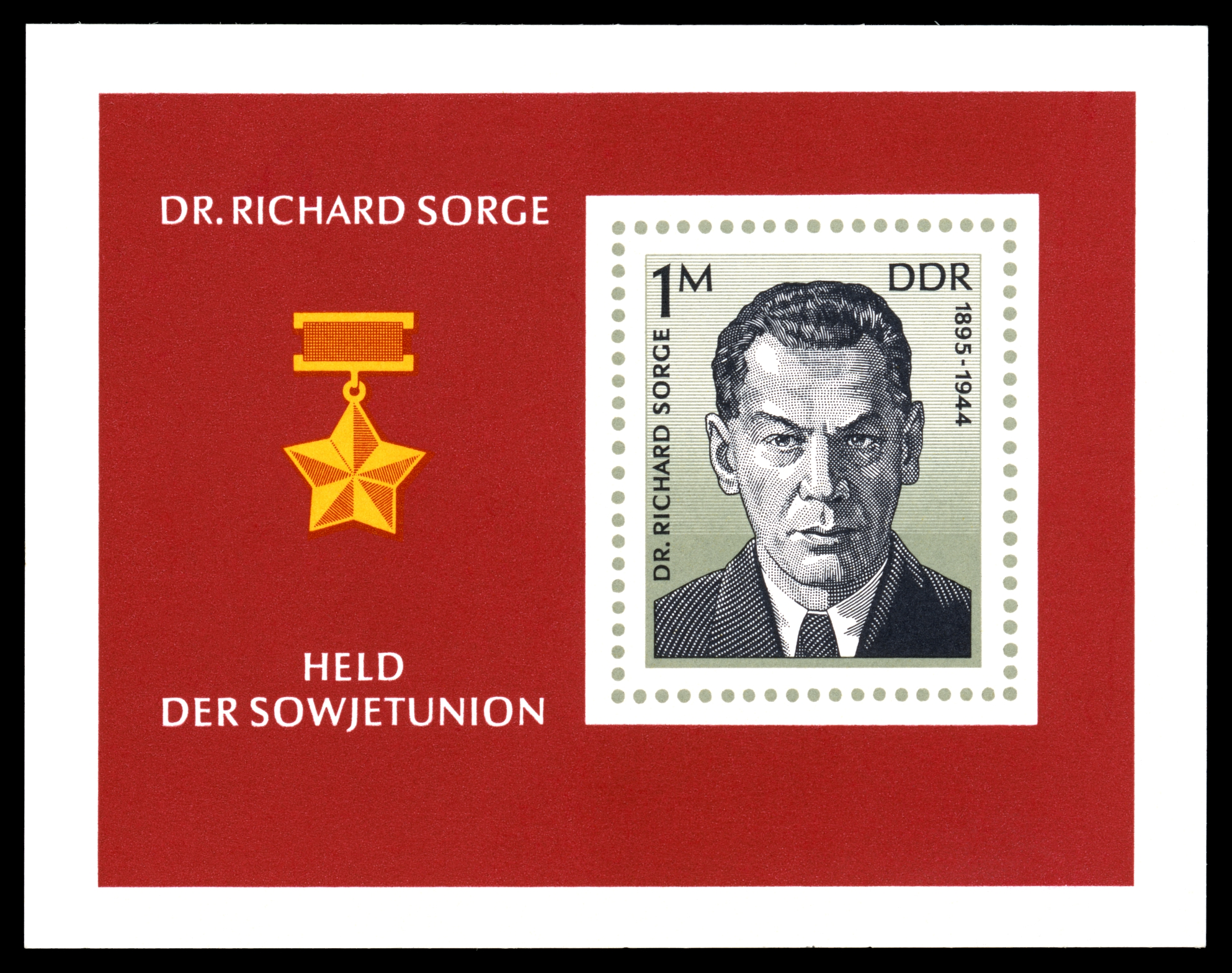
スメドレーと親交も深く、ソビエト連邦のスパイの一人でもあったリヒャルト・ゾルゲを記念する東ドイツの郵便切手。

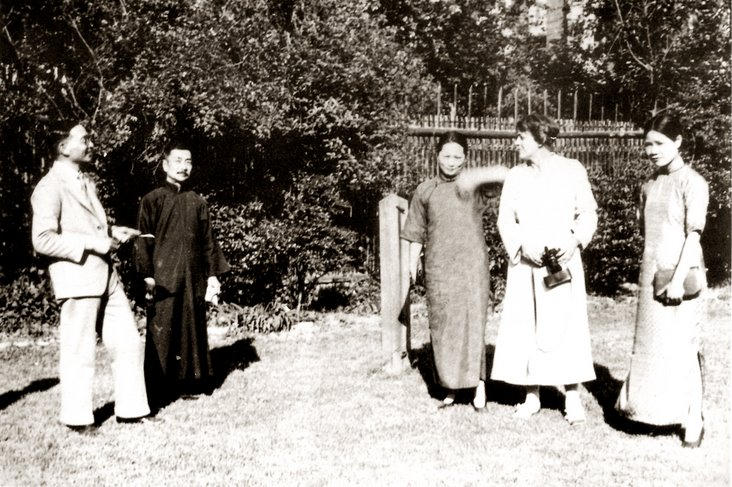
1930年代、スメドレー(右から2人目)と宋慶齢(右から3人目)。

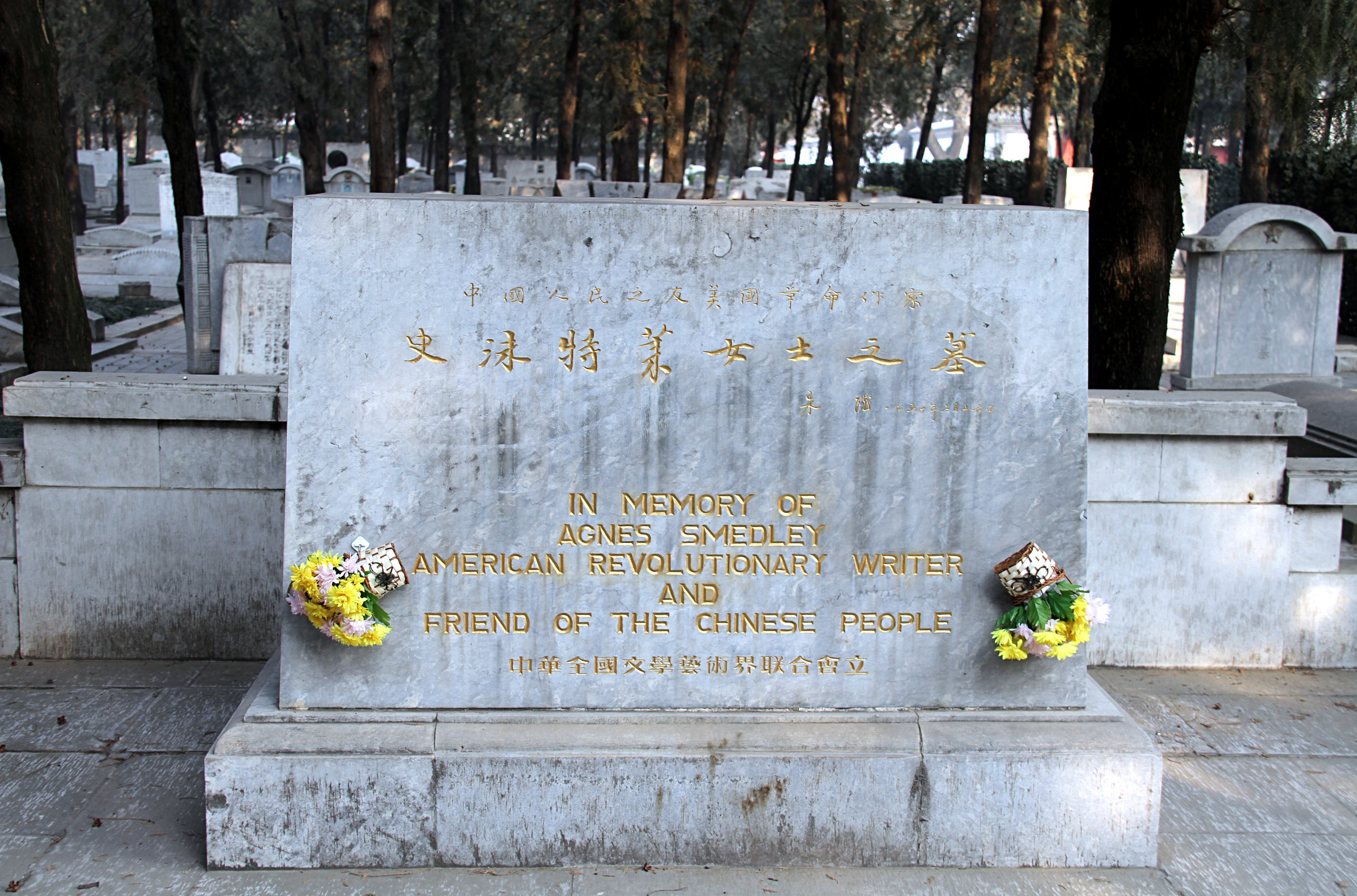
北京市八宝山革命墓地にあるアグネス・スメドレーの墓石。

スメドレーは1892年にアメリカ合衆国ミズーリ州のオスグッドで農家の5人兄妹の1人として生まれた。10歳の頃に一家でコロラド州へ移住し、学校へと通いながら家計を助けるために働いていた。彼女は正規の教育を受ける機会はなかったが、学習に対する興味は失わなかった。1911年から1912年にかけて、スメドレーはアリゾナ州テンピの師範学校で特待生として修学した。学内では学生新聞の編集といった課外活動もしていた。
その後、スメドレーはアーネスト・ブラディン（Ernest Brudin）と結婚し、カリフォルニア州へと移住した。この地で社会主義の思想に触れた彼女は、6年後に離婚するとニューヨークへと向かった。ニューヨークではマーガレット・サンガーと共にBirth Control Review誌で働いている。インド人の共産主義者ヴィレンドラナート・チャットパディヤーヤと関係を深めると、彼とともにドイツへ渡った。1929年には初の自伝を書き上げている。
チャットパディアと分かれたスメドレーは次なる興味の目標を中国大陸へと定め中華民国の上海へ向かった。上海ではソビエト連邦のスパイであったゾルゲと親密に親交し、ゾルゲ事件の日本での判決では「ゾルゲに尾崎秀実を紹介した」とされた。ただし、実際に当時朝日新聞記者であった尾崎をゾルゲに紹介したのはアメリカ共産党員で当時上海にあった太平洋労働組合書記局（PPTUS）に派遣されていた鬼頭銀一であった。尾崎はスメドレーの著作の日本語翻訳もしていた。このような経緯から、マッカーサーの部下であったチャールズ・ウィロビーはスメドレーをソ連のスパイであると主張していた。ウィロビーの主張が公然化するのは第二次世界大戦後のことであるが、1930年代の時点においてイギリスの諜報機関は「共産主義者と頻繁に接触するジャーナリスト」としてスメドレーを監視し、1933年5月にイギリス警察が13人の名前を挙げて作成した「上海におけるソ連・スパイリスト」にはスメドレーの名前が（ゾルゲとともに）記されている。
スメドレーは1930年代に始まった国共内戦と日中戦争の取材を行い、記事をフランクフルター・アルゲマイネ・ツァイトゥングやマンチェスター・ガーディアン紙などへ投稿した。中国共産党傘下の八路軍（後の中国人民解放軍の前身）へ密着した取材などで詳細なレポートを表している。1937年には戦場の第一線の取材を離れ、医薬品の供給や総括記事の執筆などを、1938年から1941年にかけては国民党と共産党双方の上層部の取材を行っている。このような精力的な活動は中国大陸での戦争を取材する外国人記者としては飛び抜けたものであった。
その後アメリカに戻り、第二次世界大戦及び国共内戦における中国共産党への援助に関する活動に従事している。この間数冊の著作を執筆した。印税は全額社会のために使い、友人の家に間借りするような質素な生活を送っていた。戦後1947年になり、東西両陣営の間の冷戦が深まる中で、彼女はスパイの容疑をかけられた。1949年2月10日、アメリカ陸軍省はウィロビーの調査と主張に基づくゾルゲ事件の報告書「ウィロビー報告」を発表し、この中でスメドレーをゾルゲの協力者・ソ連のスパイとした。これに対してスメドレーは即座に抗議し、「ウィロビーの上司に当たるマッカーサーへの名誉毀損訴訟も辞さない」という声明を発表、1週間後に陸軍省は「広報部員の手違い」とし、2月27日にケネス・クレイボーン・ロイヤル陸軍長官により報告書は撤回された。面目をつぶされた形のウィロビーは、エージェントとした川合貞吉の「情報」なども用いて、1952年に改めてゾルゲ事件の報告書を作成することになる。
その後国民党軍（中華民国国軍前身）は敗北して台湾島に移転し、1949年10月1日には国共内戦に勝利した中国共産党によって、中華人民共和国が設立された。その翌年の1950年に、下院非米活動委員会からスメドレーに召喚状が発せられたが、彼女はその日に渡英してロンドンに飛び、その晩急死した。スメドレーの死の2年後、1952年にFBIは彼女に関する捜査を打ち切っている。遺骨は北京の墓地へ埋葬された。
1991年のソビエト連邦の崩壊後に「ロシア現代史文書保存・研究センター」によって公開された「アメリカ共産党とコミンテルンの関係機密文書」によって、「スメドレーがコミンテルンから資金援助を受けて欧米向けの対外宣伝活動に従事していたこと」が判明した。1935年ごろ『Voice of China』紙を創刊し、アメリカ共産党書記長のアール・ブラウダーはその新聞編集の助手として、自分の秘書のグレース・グラニッチとその夫マニー・グラニッチを派遣した。ブラウダーは1935年にコミンテルン書記長ゲオルギ・ディミトロフに宛てた書簡で、「貴兄が熟知しておくべき問題」の一つに、スメドレーから要請された中国における「反帝国主義の英字紙」の創刊資金援助をあげている。これが『Voice of China』として実現したが、マッキンノン夫妻の評伝『アグネス・スメドレー 炎の生涯』によると、「この新聞刊行は、宋慶齢との関係を悪化させた」という。

## 著作
- 『偉大なる道－朱徳の生涯とその時代』（上下）、阿部知二訳、岩波書店、初版1955年／新版・岩波文庫、初版1977年。ISBN 4003342917&ISBN 4003342925
- 『中国の歌ごえ』 高杉一郎訳、みすず書房、初版1957年／新版・ちくま文庫（上下）、1994年。ISBN 4480029079&ISBN 4480029087
- 『女一人大地を行く』 尾崎秀実訳、角川文庫、学研『世界文学全集4』（尾崎秀樹解説）で再刊。

※初版：白川次郎（尾崎の別名義）訳（改造社 1934年）、尾崎秀実訳（酣燈社 1951年）
- 『中国は抵抗する 八路軍従軍記』 高杉一郎訳、岩波書店、1965年
- 『中国紅軍は前進する』 中理子訳、石垣綾子序文、東邦出版社、1965年、再版1978年ほか
- 『中国の夜明け前』 中理子訳、東邦出版社、1966年。改題『中国の運命』1967年

## 関連図書
評伝
- ジャニス・マッキンノン/スティーヴン・マッキンノン『アグネス・スメドレー 炎の生涯』

石垣綾子・坂本ひとみ 訳、筑摩書房、1993年、ISBN 4-480-85626-9
- 高杉一郎『大地の娘　アグネス・スメドレーの生涯』岩波書店、1988年、ISBN 4-00-001269-X

回想
- 石垣綾子『回想のスメドレー』みすず書房、1967年。三省堂、1976年。現代教養文庫、1987年

小説
- 太田尚樹『赤い諜報員 ゾルゲ、尾崎秀実、そしてスメドレー』講談社、2007年、ISBN 978-4-06-214362-2